# Anđelo Kvesić
Anđelo Kvesić (8 de junio de 1995) es un deportista croata que compite en karate, en la modalidad de kumite.
Ganó dos medallas en el Campeonato Mundial de Karate, en los años 2016 y 2021, y siete medallas en el Campeonato Europeo de Karate entre los años 2017 y 2023. En los Juegos Europeos consiguió dos medallas, en los años 2019 y 2023.

## Palmarés internacional
| Campeonato Mundial | Campeonato Mundial      | Campeonato Mundial | Campeonato Mundial |
| Año                | Lugar                   | Medalla            | Prueba             |
| ------------------ | ----------------------- | ------------------ | ------------------ |
| 2016               | Linz (Austria)          | Medalla de bronce  | +84 kg             |
| 2021               | Dubái (EAU)             | Medalla de bronce  | +84 kg             |
| Juegos Europeos    |                         |                    |                    |
| Año                | Lugar                   | Medalla            | Prueba             |
| 2019               | Minsk (Bielorrusia)     | Medalla de plata   | +84 kg             |
| 2023               | Bielsko-Biała (Polonia) | Medalla de oro     | +84 kg             |
| Campeonato Europeo |                         |                    |                    |
| Año                | Lugar                   | Medalla            | Prueba             |
| 2017               | İzmit (Turquía)         | Medalla de bronce  | Por equipos        |
| 2019               | Guadalajara (España)    | Medalla de bronce  | +84 kg             |
| 2019               | Guadalajara (España)    | Medalla de bronce  | Por equipos        |
| 2021               | Porec (Croacia)         | Medalla de oro     | Por equipos        |
| 2022               | Gaziantep (Turquía)     | Medalla de oro     | +84 kg             |
| 2023               | Guadalajara (España)    | Medalla de bronce  | +84 kg             |
| 2023               | Guadalajara (España)    | Medalla de bronce  | Por equipos        |